# Geolocator (ornithologie)

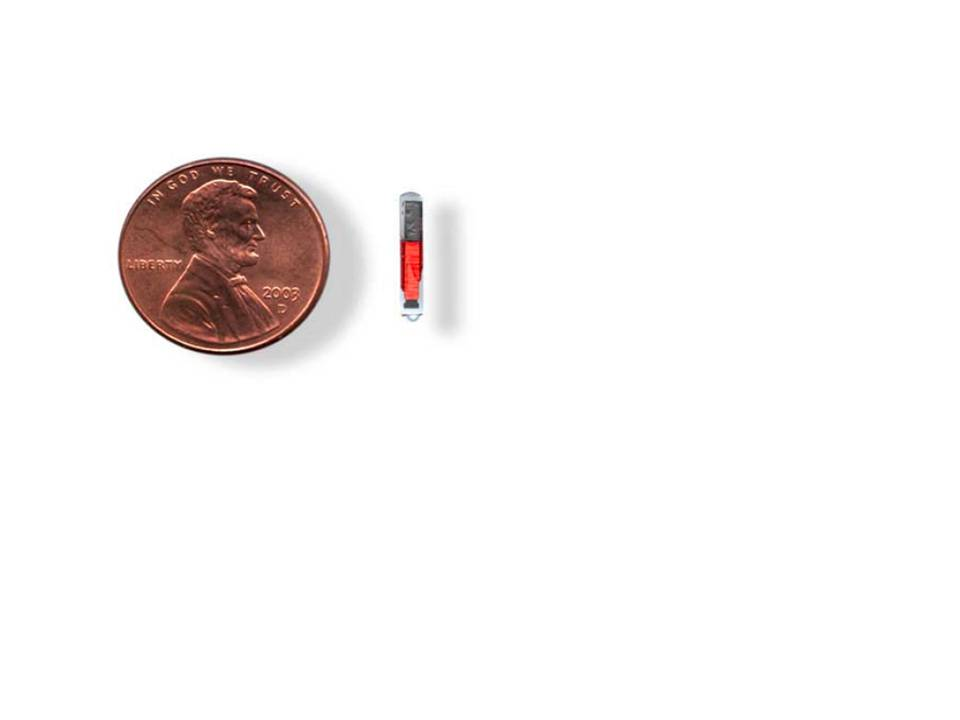
Een Amerikaanse penny naast een RFID.

Door ornithologen en ethologen worden de laatste jaren steeds vaker kleine, lichtgewicht geolocators gebruikt om onder meer de trekroutes, pleisterplaatsen, broedplaatsen en overwinteringsgebieden van trekvogels en de verblijfplaatsen van zeezoogdieren in kaart te brengen. De nieuwste generaties geolocators kunnen de vogelringen van de vroegere vogeltrekstations en ringcentrales vervangen omdat ze in de afgelopen decennia steeds kleiner, lichter, slimmer en goedkoper worden. Anno 2018 hoeft een eenvoudige geolocator niet meer dan een halve gram te wegen.

## Volgsystemen en NFC
Een geolocator kan als volgsysteem voor een vogel of een zeezoogdier dienen. Ethologen gebruikten in de jaren '70 en '80 van de twintigste eeuw gechipte muizen voor het observeren van de migratie bij muizen. De muizen kropen in de kunstmatige gangenstelsels van ethologische proefopstellingen rond en konden met een NFC-detector gespot worden zodra ze een detector passeerden. Dierenliefhebbers gebruikte RFID's voor het opsporen van weggelopen huisdieren. Sinds het tijdperk van het internet der dingen is aangebroken kunnen zelfs grote insecten, zoals trekvlinders en mest- en loopkevers, bijna kosteloos van een etiketje met een RFID voorzien worden. Om de migratie van kleine gechipte vogeltjes in een onderzoeksgebied te volgen kunnen NFC-detectors in alle nestkastjes geplaatst worden.

## Twee typen geolocators
Er de afgelopen decennia een fors aantal geolocators verkrijgbaar gekomen die geschikt zijn voor allerlei ornithologisch onderzoek. In dit brede spectrum vallen twee groepen geolocators op die op grond van hun gewicht, prijs en toepassingsmogelijkheden gemakkelijk van elkaar onderscheiden kunnen worden.
- Er zijn eenvoudige, goedkope geolocators waarvan de eenvoudigste exemplaren alleen over een klok en een lichtmeter beschikken. Dagelijks meten ze op vaste tijdstippen de lichtintensiteit en slaan die meetwaarden op. Uit de variaties van de lichtintensiteit kunnen de daglengte en de tijd van de zonsopkomst en -ondergang afgeleid worden. Uit de daglengte en de tijdstippen van zonsopkomst en -ondergang kan de locatie van de vogel afgeleid worden. De opgeslagen gegevens kunnen bijvoorbeeld na een jaar eenmalig uitgelezen worden. Dit type geolocator wordt wel een light lever locator genoemd of als een GLS (Global Location Sensor) aangeduid.
- Aan de andere kant van het spectrum vindt men de zwaardere en meer geavanceerde geolocators die gegevens met een of meer satellieten kunnen uitwisselen, zoals locatiegegevens van een of meer navigatiesatellieten. Die gegevens kunnen afkomstig zijn van het GPS-, het Galileo-satellietsysteem of van een ander navigatiesysteem. Sommige geolocators kunnen eventueel naast locatiegegevens meer gegevens of (bewegende) camerabeelden via communicatiesatellieten met het thuisfront uitwisselen. Vogels die met zulke geavanceerde geolocators uitgerust zijn kunnen via het internet bijna continu gevolgd worden.

De eenvoudige en lichte light level locators zijn buitengewoon geschikt voor het volgen van zeevogels zoals sterns, en kleine vogels zoals zangers en gierzwaluwen. De zwaardere en meer geavanceerde geolocators worden gebruikt voor het intensief volgen van grote roofvogels en andere grote en relatief zware of zeldzame vogels zoals ooievaarachtigen en kraanvogels.